# Костадин Манушкин
Костадин (Коста) Атанасов Манушкин е български учител и революционер, разложки войвода на Вътрешната македоно-одринска революционна организация.

## Биография
Манушкин е роден в 1870 година или на 26 октомври 1872 година в Бачево, в Османската империя, днес България. Негов брат е комунистът Георги Манушкин. В 1888 година завършва българското класно училище в Банско, а в 1894 година българското педагогическо училище в Сяр. Завръща се в родното си село и става учител. По-късно учителства и в Градево и Кресна, както и в разложките села Белица, Якоруда, Добринища и други.
Влиза във ВМОРО и става председател на бачевския революционен комитет. В 1901 година става четник при Яне Сандански. През Илинденско-Преображенското въстание Манушкин е войвода на чета и взема участие в нападението срещу Бачево. Ранен е в двете ръце при сражението. Отива на лечение в София.
След амнистията от 1904 година до 1912 година отново работи като учител в Якоруда, Елешница, Добринища, Банско и Бачево. Продължава да се занимава и с революционна дейност. След Младотурската революция в 1908 година става член на Народната федеративна партия (българска секция). Участва в отряда на Яне Сандански при Похода му към Цариград в подкрепа на младотурците. Осъден е на 15 години затвор през април 1909 година и е изпратен на заточение на остров Родос.
Костадин Манушкин е убит от политически противници на 15 октомври 1912 година в родното си село.